# 레드불
레드불(태국어: กระทิงแดง, 독일어: Red Bull)은 카페인 에너지 음료이다. 오스트리아의 음료 회사인 레드불 유한회사(Red Bull GmbH)가 제조하여 판매한다.

## 개요
레드불 에너지 드링크(250ML, 카페인 함량 62.5mg)는 알프스 산맥의 청정 수원지에서 생산된 알프스 워터에 좋은 재료를 엄선해 독특한 조합으로 제조한 무알콜 탄산 에너지음료이다. 유럽연합 국가를 포함해 전세계 167개 국에서 안전성에 대한 검증을 거쳐 판매되고 있으며 2014년에 총 56억 개 제품이 판매되었다.
스포츠나 레저 활동 중, 공연 진행 및 관람 시, 장거리 운전 중 혹은 사무실에서의 과중한 업무에 시달릴 때 레드불 에너지 드링크는 신체와 정신을 각성시켜 그에 필요한 활력과 에너지를 제공해 준다. 레드불 에너지 드링크는 알프스 인근 오스트리아 공장에서 엄선된 고품질 재료를 원료로 제조되며, 동물 추출물 및 방부제는 전혀 포함되어 있지 않다.

## 레드불 성분
- 카페인
- 타우린
- 비타민 B
- 자당
- 포도당
- 알프스 워터

## 레드불 이벤트
- 레드불 킥잇 (Red Bull Kick It)
- 레드불 뮤직 아카데미 (Red Bull Music Academy)
- 레드불 쓰리스타일 (Red Bull Thre3style)
- 레드불 비씨 원 (Red Bull BC One)
- 레드불 페이퍼 윙스 (Red Bull Paper Wings)
- 레드불 캔유메이킷 (Red Bull Can You Make It)
- 레드불 레이싱 (Oracle Red Bull Racing)

## 레드불 후원 한국 선수
- 김자인
- 최재승 (1992년)
- 윤상현
- 신민철
- 이채운

## 같이 보기
- 몬스터 에너지